# Гребенченко Леонід Григорович
Леоні́д Григо́рович Гребе́нченко (народився 22 квітня 1944, Олександрівка, Кіровоградська область, Україна) — український державний та політичний діяч, народний депутат України 1-го скликання, генеральний директор акціонерного товариства закритого типу «Україна, товар, фурнітура».

## Біографія
Народився у селянській родині.
У 1961—1967 роках — слюсар, вулканізаторщик, технік, інженер, автоколони № 2219 міста Горлівки Донецької області.
Член КПРС з 1965 по 1991 рік.
У 1967—1969 роках — 2-й секретар Центрально-міського районного комітету ЛКСМУ міста Горлівки.
Закінчив Донецький політехнічний інститут, інженер-механік.
У 1969—1984 роках — інженер-конструктор СКБ Горлівського машинобудівного заводу імені Кірова.
У 1984—1985 роках — помічник директора шахти імені Юрія Гагаріна виробничого об'єднання «Артемвугілля». Голова комітету народного контролю міста Горлівки.
З 1985 року — директор Горлівського фурнітурного заводу Донецької області.
18.03.1990 року обраний Народним депутатом України, 2-й тур, 61.20 % голосів, 7 претендентів. Входив до групи «За радянську суверенну України». Член Комісії ВР у справах ветеранів, пенсіонерів, інвалідів, репресованих, малозабезпечених і воїнів-інтернаціоналістів.
З 1993 року — голова акціонерного товариства «УТФ» (Текстиль-фурнітура).
Нагороджений медалями.